# Adílson Batista
Adílson Batista (Curitiba, 1968. március 16. –) brazil válogatott labdarúgó.

## Nemzeti válogatott
A brazil válogatottban 4 mérkőzést játszott.

## Statisztika
| brazil válogatott | brazil válogatott | brazil válogatott |
| Időszak           | Mérk.             | gól               |
| ----------------- | ----------------- | ----------------- |
| 1990              | 3                 | 0                 |
| 1991              | 1                 | 0                 |
| Összesen          | 4                 | 0                 |